# Bold & Delicious/Pride
«Bold & Delicious/Pride» es el sencillo número 38 de la cantante japonesa Ayumi Hamasaki, lanzado originalmente el 30 de noviembre del año 2005.

## Información
Este es uno de los sencillos que pueden considerarse puntos destacables dentro de la carrera de Ayumi Hamasaki, para bien o para mal. Para estas canciones fue pedida ayuda al productor europeo Geo, integrante de la banda Sweetbox, y él fue quién produjo estas dos canciones, que originalmente eran de su propia banda. Canciones de este personaje también fueron incluidas en el álbum de Hamasaki (miss)understood, y de hecho "Bold & Delicious" fue el tema principal para este álbum. Las dos canciones que componen a este sencillo tienen un aire bastante americanizado, lo que se vio a un más marcado ya que ambos videos fueron grabados en la ciudad de Nueva York, y tienen un aire bastante urbano. Incluso para el álbum fueron incluidas voces de un coro góspel, lo que fue considerado por algunos críticos una mala opción, ya que en ocasiones opacan a la misma voz de la cantante principal.
A pesar de debutar en el primer lugar de las listas de Oricon, las ventas de este sencillo bajaron dramáticamente el estándar de sencillos vendidos de la artista, desde vender normalmente 300 mil copias por sencillo, hasta bajar a sólo 100 mil copias. El "fracaso" de este sencillo también puede entenderse que afecto a las ventas de (miss)understood, que fueron también consideradas bajas comparadas a sus antiguos trabajos. El sencillo incluye aparte remezclas de las dos canciones que conformaron el sencillo anterior.

## Canciones

### CD
1. «Bold & Delicious» "Original Mix"
2. «Pride» "Original Mix"
3. «HEAVEN» "House Mix"
4. «Will» "Wall5 Remix"
5. «Bold & Delicious» "Original Mix -Instrumental-"
6. «Pride» "Original Mix -Instrumental-"

### DVD
1. «Bold & Delicious» (videoclip)
2. «Pride» (videoclip)

- Datos: Q2296997